# Ohábaponor
Ohábaponor, románul: Ohaba-Ponor, falu Romániában, Erdélyben, Hunyad megyében.

## Fekvése
Hátszegtől délkeletre, a Sztrigybe ömlő Ohába vize mellett fekvő település.

## Története
Ohábaponor, Ohába nevét 1447-ben említette először oklevél p. Ohaba néven.
1458-ban és 1493-ban p. Ohaba, 1750 Ponor Ohába, 1760–1762 között Ohába Ponor, 1808-ban Ponor (Ohába-),   1888-ban Ponor-Ohába, 1913-ban Ohábaponor néven írták.
1506-ban és 1510-ben Ponori-birtok volt, 1506-ban és 1510-ben részei Hunyadvár
tartozékai voltak.
1784 december elején Petrik János alszolgabíró Ponorról írt levelében a Horalázadás
Ponor-Ohábán történt eseméneiről is szó volt.
A trianoni békeszerződés előtt Hunyad vármegye Puji járásához tartozott.
1910-ben 451 lakosából 449 román volt. Ebből 446 görögkatolikus volt.

## Nevezetességek
- Sura Mare barlang -  Ohabaponor közelében található. A körülbelül 4500 méter hosszú barlang bejárata egy 37 méter magas és 12 méter széles kapu. A fő terem 2-3 méter széles és eléri a 30 méter magasságot is. A barlangot az  Ohaba folyó szeli át, amelyen belül egy sor vízesés és egy tó is van. A folyó barlangban futó útja mentén több nagy terem is található, amelyek legtöbbje 45 méter hosszú és a 35 méteres széles és eléri a 30 méteres magasságot is, útközben számos 4-5 méter magas sztalagmitok is találhatók. E barlangban található Délnyugat-Európa egyik legnagyobb denevérkolóniája
- A Sura Mare barlang a YouTubeon:

## Források

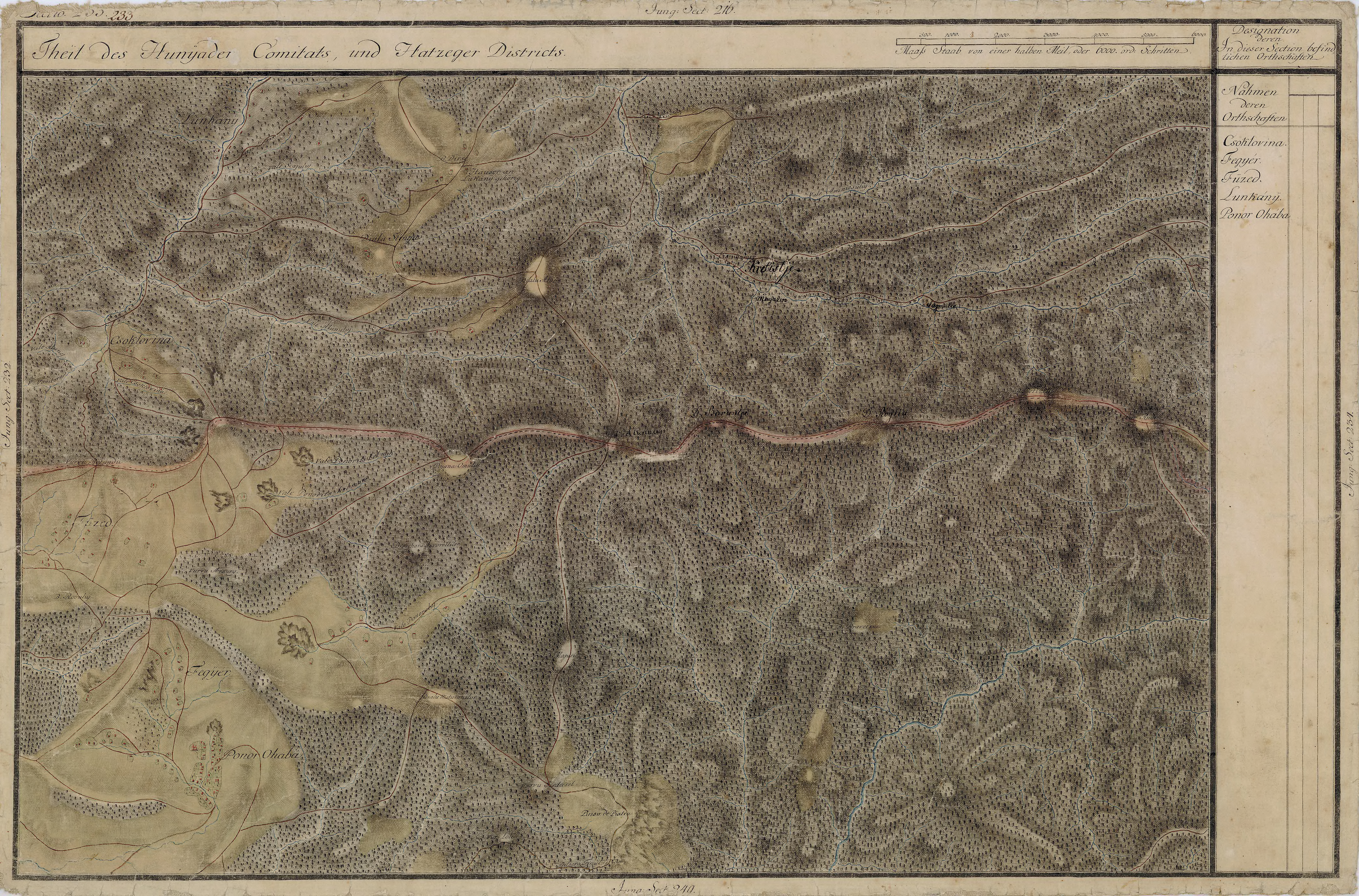
Ohabaponor egy régi térképen